# Telesna razmerja
Medtem ko obstajajo znatne razlike v anatomskih razmerjih med ljudmi, je veliko informacij o deležih telesa, ki naj bi bili kanonični, bodisi v umetnosti, merjenju ali medicini.
Pri merjenju se razmerja pogosto uporabljajo za povezavo dveh ali več meritev na telesa. Kubit na primer, naj bi bil dolg šest dlani. Razpon je 9 cm in se je včasih štel kot pol komolca. Medtem ko je prikladno, to razmerje morda ne odražajo fizionomskih razlik posameznikov, ki jih uporabljajo.
Podobno je v umetnosti, razmerja telesa so preučevali med človeškimi ali živalskimi deli telesa, med seboj in v celoti. Ta razmerja se uporabljajo v verističnih prikazih figure in postanejo tudi del estetskega kanona v kulturi.

## Osnovna človeška razmerja
Pomembno v risbi človeške figure so razmerja. Čeprav obstajajo subtilne razlike med posamezniki, se človeški deli ujemajo v precej standardnem razponu, čeprav so umetniki v preteklosti poskušali ustvariti idealizirane standarde, ki so se v različnih obdobjih in regijah precej razlikovali. V sodobni grafični risbi je osnovna merska enota "glava", to je razdalja od vrha glave do brade. Ta merska enota je razumno standardna in jo umetniki že dolgo uporabljajo za določitev deležev človeške figure. Starodavna egipčanska umetnost je uporabila kanon sorazmerja, ki temelji na "pesti", merjeni čez členke, z 18 pestmi od tal do lasišča na čelu. To je uveljavila že Narmerjeva paleta iz približno 31. stoletja pred našim štetjem in je ostala v uporabi vse do osvajanja Aleksandra Velikega okoli 3000 let kasneje.
Razmerja, uporabljena v risbi so:
- Povprečna oseba je navadno 7 in pol glave visoka (vključno z glavo).
- Idealna figura, ki se uporablja, kadar si prizadevate za vtis plemstva ali milosti, je narisana na višini 8 glav.
- Herojska figura, ki se uporablja v junaškem za prikazu bogov in superherojev, je visoka osem in pol glave. Večina dodatne dolžine prihaja iz večjega prsnega koša in daljših nog

## Zahodni ideal

### Razmerje noge-telo
Študija s poljskimi udeleženci, ki jo je izvedel Sorokowski, je ugotovila, da je 5% daljših nog kot so referenčne, najbolj privlačne. Študija zaključuje, da bi ta prednost lahko izhajala iz vpliva dolgonogih modelov. Študija Sorokowskega je bila kritizirana zaradi uporabe slike iste osebe z digitalno spremenjenimi dolžinami nog, ki jih je izdelal Marco Bertamini.
Druga študija, ki je uporabljala britanske in ameriške udeležence, je dala srednjo stopnjo razmerja med nogo in telesom.
Swamijeva študija na ameriških moških in ženskah je pokazala, da imajo moški z dolgimi nogami prednost pred ostalimi deli telesa in ženske s 40% daljšimi nogami kot preostalimi deli telesa. Raziskovalec je ugotovil, da lahko na to prednost vpliva ameriška kultura, v kateri so dolgonoge ženske predstavljene kot bolj privlačne. Tudi ta študija je bila kritizirana zaradi uporabe slike iste osebe z digitalno spremenjenimi dolžinami nog.
Druga pogosta meritev, povezana z razmerjem med nogo in telesom in razmerjem med višino pri  sedenju. Razmerje višine sedenja je razmerje med dolžino hrbtenice in celotne višine, ki je močno povezana z razmerjem med nogo in telesom. Ugotovljeno je bilo, da je ta dolžina zelo različna med posamezniki različnih prednikov. Poročali so, da imajo posamezniki z afriškimi predniki v povprečju daljšo dolžino nog, to je nižji višino pri sedenju kot posamezniki evropskega porekla. Študija v letu 2015 je pokazala, da je ta razlika v glavnem posledica genskih razlik, razlika med afriškimi in evropskimi posamezniki pa je enaka 1 standardnemu odklonu.

### Mišičasti moški in drobne ženske
V študiji iz leta 1999 je bilo ugotovljeno, da so se »aktivne figure v daljšem časovnem obdobju povečale bolj mišično, pri čemer številne sodobne figure bolj presegajo mišičnost celo največjih človeških bodibilderjev«, ki odraža ameriški kulturni ideal super mišičastega človeka. Tudi ženske lutke odražajo kulturni ideal tanjšanja pri ženskah.
In art[edit]

## V umetnosti
Starodavni grški kipar Poliklet (c.450-420 pr. n. št.), znan po njegovem idealnem razmerju med bronastim Kopjenoscem, je napisal vplivni kanon, kjer je opisal deleže, ki jih je treba upoštevati v kiparstvu.
Kanon uporablja osnovne matematične pojme grške geometrije, kot so razmerje, deleži in simetrija (grško za "harmonične deleže"), ki ustvarjajo sistem, ki lahko opisuje človeško obliko skozi neprekinjeno geometrično vrsto. Poliklet uporablja majhen prst kot osnovni modul za določanje razmerja človeškega telesa, s čimer se ta dolžina večkrat poveča za √ 2, da se doseže idealna velikost drugih prstov, roke, podlakti in nadlakti.
Leonardo da Vinci je verjel, da so idealna človeška razmerja določena s harmoničnimi razmerji, za katere je verjel, da jih ureja vesolje, tako da bi se idealen človek čisto prilegal krogu, kot je prikazano v njegovi slavni risbi Vitruvijevega človeka.

## Slike
- 1½ leta star otrok
- odrasel moški
- Razmerja človeškega telesa se spreminjajo s starostjo